# Toliaranella
Genre
Toliaranella est un genre de pseudoscorpions de la famille des Feaellidae.

## Distribution
Les espèces de ce genre sont endémiques de Madagascar. Elles se rencontrent dans les régions Androy, Anôsy et Atsimo-Andrefana.

## Liste des espèces
Selon Lorenz, Loria, Harvey et Harms en 2022 :
- Toliaranella fisheri Lorenz, Loria, Harvey & Harms, 2022
- Toliaranella griswoldi Lorenz, Loria, Harvey & Harms, 2022
- Toliaranella mahnerti Lorenz, Loria, Harvey & Harms, 2022
- Toliaranella meridionalis Lorenz, Loria, Harvey & Harms, 2022
- Toliaranella pumila Lorenz, Loria, Harvey & Harms, 2022

## Systématique et taxinomie
Ce genre a été décrit par Lorenz, Loria, Harvey et Harms en 2022 dans les Feaellidae.

## Publication originale
- Lorenz, Loria, Harvey & Harms, 2022 : « The Hercules pseudoscorpions from Madagascar: A systematic study of Feaellidae (Pseudoscorpiones: Feaelloidea) highlights regional endemism and diversity in one of the “hottest” biodiversity hotspots. » Arthropod Systematics & Phylogeny, vol. 80, p. 649-691.